# タラール1世
タラール1世・ビン・アブドゥッラー（アラビア語: طلال الأول بن عبد الله, ラテン文字転写: Ṭalāl al-Auwal bin ʿAbdullāh、1909年2月16日 - 1972年7月7日）はヨルダン国王（在位：1951年7月20日 - 1952年8月11日）。

## 生涯
1939年にイギリスのサンドハースト王立陸軍士官学校卒業。父王アブドゥッラー1世が1951年7月20日にエルサレムで暗殺されたため、第2代ヨルダン国王に即位した。しかし、極端なまでのイギリス嫌いであり、また祖父フサイン・イブン・アリーの腹心グラブ・パシャ（イギリス人でアラブ軍団司令官のベイゴット・グラブ中将）と衝突するなど問題を起こしていた。
そのため、弟のナーイフ・ビン・アブドゥッラーが摂政になっていたが、精神状態が悪いという理由で議会により退位を余儀なくされた。タラールの長男のフセイン1世が1952年8月11日に即位したが、法定年齢以下であったため、国王になったのは1953年5月2日であった。なお子息は4男2女いたが、成人したのは3男（フセイン1世とハッサン元王太子、ムハンマド王子）1女であった。
ヨルダンで発行されている10ディナール紙幣に肖像が使用されている。
| タラール1世 ハーシム家 1909年2月16日 - 1972年7月7日 |                                                   |                  |
| 爵位・家督                                          |                                                   |                  |
| 先代 アブドゥッラー1世                              | ヨルダン・ハシミテ王国国王 第2代：1951 - 1952     | 次代 フセイン1世 |
| 先代 （建国）                                       | ヨルダン・ハシミテ王国国王 王位継承者 1946 - 1951 | 次代 フセイン1世 |